# Otolice (gromada)
Otolice (do 30 XII 1959 Pilaszków) – dawna gromada, czyli najmniejsza jednostka podziału terytorialnego Polskiej Rzeczypospolitej Ludowej w latach 1954–1972.
Gromady, z gromadzkimi radami narodowymi (GRN) jako organami władzy najniższego stopnia na wsi, funkcjonowały od reformy reorganizującej administrację wiejską przeprowadzonej jesienią 1954 do momentu ich zniesienia z dniem 1 stycznia 1973, tym samym wypierając organizację gminną w latach 1954–1972.
Gromada Otolice siedzibą GRN w Otolicach powstała 31 grudnia 1959 w powiecie łowickim w woj. łódzkim w związku ze zmianą nazwy gromady Pilaszków z siedzibą GRN w Pilaszkowie (która równocześnie uległa zmianom obszarowym) na gromada Otolice.
W 1961 roku (styczeń) gromadzka rada narodowa składała się z 18 członków.
Gromada przetrwała do końca 1972 roku, czyli do kolejnej reformy gminnej.